# Puccinelliinae
Sous-tribu
Puccinelliinae est une sous-tribu végétale de la famille des Poaceae.

## Liste des genres, espèces et sous-espèces
- genre Bellardiochloa
  - Bellardiochloa carica
  - Bellardiochloa polychroa
  - Bellardiochloa variegata
  - Bellardiochloa violacea
    - sous-espèce Bellardiochloa violacea subsp. aetnensis
- genre Catabrosa
  - Catabrosa aquatica
  - Catabrosa capusii
  - Catabrosa werdermannii
- genre Micropyropsis
  - Micropyropsis tuberosa
- genre Pseudarrhenatherum
  - Pseudarrhenatherum longifolium
- genre Scribneria
  - Scribneria bolanderi
- genre Trisetopsis
  - Trisetopsis angusta
  - Trisetopsis barbata
  - Trisetopsis capensis
  - Trisetopsis dodii
  - Trisetopsis elongata
  - Trisetopsis friesiorum
  - Trisetopsis galpinii
  - Trisetopsis hirtula
  - Trisetopsis imberbis
  - Trisetopsis lachnantha
  - Trisetopsis leonina
  - Trisetopsis longa
  - Trisetopsis longifolia
  - Trisetopsis mannii
  - Trisetopsis milanjiana
  - Trisetopsis namaquensis
  - Trisetopsis natalensis
  - Trisetopsis rogerellisii
  - Trisetopsis roggeveldensis
  - Trisetopsis umbrosa